# High Life
High Life és una pel·lícula de ciència-ficció de terror del 2018 dirigida per Claire Denis, en anglès, escrita per Denis i el seu col·laborador habitual Jean-Pol Fargeau. Protagonitzada per Robert Pattinson i Juliette Binoche, se centra en un grup de criminals enviats en una missió espacial cap a un forat negre mentre participaven en experiments científics.
El físic i expert en forats negres Aurélien Barrau va ser contractat com a consultor, i l'artista danès-islandès Olafur Eliasson va dissenyar la nau espacial de la pel·lícula. High Life es va estrenar el dia 9 de setembre de 2018 al Festival Internacional de Cinema de Toronto.

## Argument
Un grup de criminals que compleixen condemna a mort són enviats a una missió a l'espai per extreure energia alternativa d'un forat negre. Cada presoner és tractat com un conillet d'índies per Dibs, una científica, pels seus experiments; Dibs està decidida a intentar crear un nen a l'espai mitjançant la inseminació artificial, però encara no ha aconseguit. Es prohibeix l'activitat sexual entre els presos.
El vaixell està equipat amb "The Box", un dispositiu en una petita habitació que la tripulació utilitza obsessivament per masturbar-se, mentre que Dibs administra sedants als passatgers. Monte, l'únic pres cèlib, rebutja els avenços sexuals de Dibs. Està complint cadena perpètua per homicidi involuntari quan era nen. L'únic amic de Monte a la nau és Tcherny, que se sent atret pel jardí a bord perquè li recorda la vida a la Terra.
La presonera embarassada Elektra dóna a llum un nadó, que mor més tard abans que ella també. El capità, Chandra, desenvolupa leucèmia per radiació i té un ictus abans de ser eutanasitzat per Dibs. Una nit, el presoner Ettore intenta violar a Boyse. Nansen, el pilot, intervé, però Ettore l'ataca i la domina. Arriba Monte, llença a Ettore de Boyse i el pega. Quan Monte porta a Boyse per ser tractada, Mink mata Ettore a punyalades al passadís. En Dibs comença a duplicar la quantitat de sedants que rep cada presoner, després es va colar a la cel·la de Monte i violant-lo mentre està sedat. Aleshores injecta el seu semen a Boyse, que produeix un nen sa que a Dibs li encanta, però Monte no sap que és el pare del nadó.
Quan el vaixell s'acosta al forat negre, Nansen es prepara per pilotar una llançadora al seu voltant. Sense que els altres presoners ho sàpiguen, Boyse mata Nansen amb una pala i ocupa el seu lloc. La llançadora viatja a través d'un núvol molecular que altera la seva trajectòria i fa que s'immergi al forat negre, on Boyse mor terriblement a causa de la espaguetització. Més tard, Mink ataca Dibs i l'insulta, però després és assassinada per Monte. Dibs li informa que el nen és seu abans d'expulsar-se a l'espai. Cherny se suïcida i Monte enterra el seu cos al jardí segons els seus desitjos. Ara l'únic supervivent, Monte treu els cossos de la morgue de la nau, els vesteix amb vestits espacials i els allibera a l'atmosfera.
Monte lluita per criar el nen, a qui ha anomenat Willow. Intenta fer reparacions a la nau, però els seus crits frenètics a través dels altaveus del seu casc fan que deixi caure una eina i la perdi a l'espai. Molt més tard, quan en Willow s'ha convertit en un adolescent, es troben amb un altre vaixell semblant al seu. Monte puja al vaixell, però el troba amb gossos de carrer que han sobreviscut menjant-se els uns als altres. Willow demana a Monte que en porti un, però ell es nega, donant a entendre que la contaminació podria emmalaltir-los o matar-los. La nau s'acosta al forat negre, i Willow convenç a la Monte de pujar a bord d'un transbordador amb ell i executar el procés Penrose que, si té èxit, se suposa que els allunyarà del forat negre. Ja no porten vestits espacials, Monte agafa la mà de Willow i caminen junts cap a una font de llum groga que es fa cada cop més gran i els envolta.

## Repartiment
- Robert Pattinson com a Monte
  - Mikołaj Gruss com a jove Monte
- Juliette Binoche com a Dibs
- André Benjamin com a Cherny
- Mia Goth com a Boyse
- Agata Buzek com a Nansen
- Lars Eidinger com a Chandra
- Claire Tran com a Mink
- Ewan Mitchell com a Ettore
- Gloria Obianyo com a Elektra
- Victor Banerjee com a professor indi
- Jessie Ross com a Willow
- Scarlett Lindsey com el nadó Willow

## Producció

### Fons
Claire Denis va tenir la idea del projecte al cap durant quinze anys. Va dir: "Vaig tenir un guió naturalment en anglès, perquè la història passa a l'espai i, no sé per què, però per a mi, la gent parla anglès, o rus o xinès, però definitivament no francès a l'espai."
El novel·lista Nick Laird va coescriure el guió de la pel·lícula juntament amb Denis, Fargeau i Geoff Cox. La dona de Laird Zadie Smith també va contribuir als primers esborranys de la versió en anglès del guió. A causa de les diferències creatives entre Denis i Smith, Laird i Smith van abandonar el projecte com a guionistes, però Laird més tard va servir com a consultor del guió.
Denis va anar al Centre d'Astronautes de l'Agència Espacial Europea a Colònia per aprendre sobre l'exploració dels vols espacials humans abans de començar el rodatge de la pel·lícula.
Denis va explicar els motius pràctics de la història no lineal, dient: "Sempre vaig voler que comencés amb un home i un nadó, com un ritual de dues persones vives sense desesperació en aquell moment. I després hi hauria els flashbacks portant tota la desesperació." Denis va comparar el personatge de Pattinson amb el cavaller Perceval de la llegenda artúrica, i el personatge de Binoche amb Medea de la tragèdia grega.

### Càsting
Durant les primeres etapes del projecte, Denis tenia en ment Vincent Gallo per al paper principal, i va escriure el guió pensant en Philip Seymour Hoffman. El projecte més tard va cridar l'atenció de Robert Pattinson; segons Denis:
| « | Pattinson va contactar amb la persona que feia el càsting anglès. Estava intrigat, però vaig pensar que era massa jove. Cada vegada que anava a Londres per conèixer alguns actors, ell hi era. El seu desig de treballar amb mi amb mi mai ha estat fals. I ara és una mica menys jove i és perfecte. […] És estrany, però, perquè seria difícil imaginar algú més diferent de Philip Seymour Hoffman físicament, però Robert és molt enigmàtic, amb una presència poderosa. Emet una aura que de seguida et fa venir ganes de filmar-lo. | » |

Pattinson va descriure el seu personatge com a astronauta i va dir: "És un criminal que s'ofereix voluntari per a una missió cap a un forat negre, però al llarg del camí s'adona que un metge a bord també vol fer experimentació sexual amb humans a l'espai." A finals de 2015, Patricia Arquette i Mia Goth es va unir al repartiment. Al setembre de 2017, Arquette va abandonar mentre es va anunciar la resta del repartiment, inclosos Juliette Binoche i el raper André 3000. Scarlett Lindsey, la fillola de Pattinson, interpreta el paper del nadó Willow. Després que Pattinson no va poder unir-se amb els nadons que interpretaven a Willow, va recordar que Lindsey era amable amb els adults. Pattinson va demanar un favor al pare de Lindsey perquè l'inculqués a la pel·lícula, que va descriure com una "aposta massiva" que finalment es va compensar amb la seva "increïble" actuació.

### Rodatge
La fotografia principal va començar a Colònia (Alemanya) el 4 de setembre de 2017. La part polonesa del rodatge va tenir lloc a Białystok. El rodatge va acabar a finals d’octubre de 2017.

## Estrena

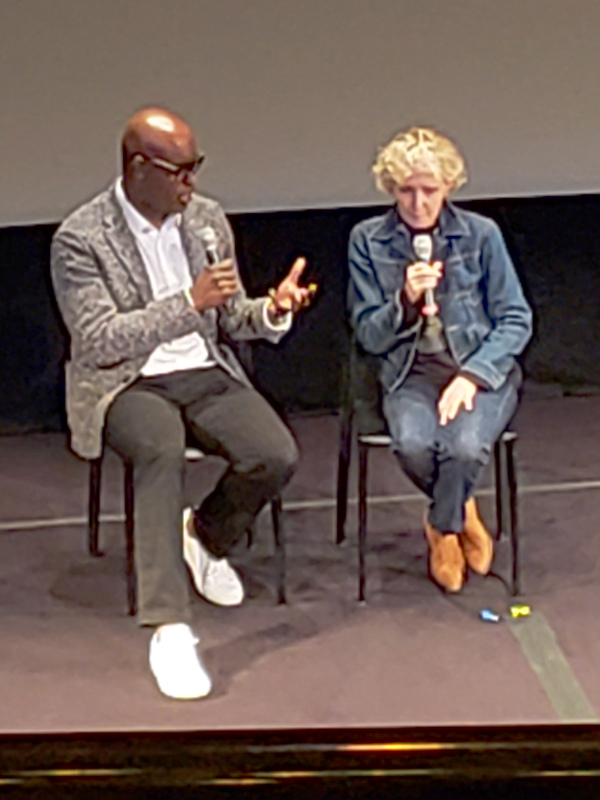
Claire Denis (dreta) presentant High Life al Festival Internacional de Cinema de Toronto de 2018.

Després de la seva estrena mundial al Festival Internacional de Cinema de Toronto, la pel·lícula va competir a la competició principal al Festival Internacional de Cinema de Sant Sebastià a finals de setembre de 2018. La pel·lícula es va estrenar a les sales de cinema a França el 7 de novembre de 2018 i al Regne Unit el 10 de maig 2019. A24 va adquirir els drets de distribució de la pel·lícula als Estats Units. La pel·lícula es va estrenar als Estats Units el 5 d'abril de 2019. It was later given a Blu-Ray/DVD release in North American retailers.

## Recepció

### Resposta crítica
Al lloc web d'agregació de ressenyes Rotten Tomatoes, el 82 % de crítics han donat a la pel·lícula una crítica positiva basada en 236 ressenyes, amb una valoració mitjana de 7.4/10. El consens dels crítics del lloc web diu: "High Life és tan atractiva visualment com desafiant, confusa i, en última instància, gratificant, és a dir, és tot el que els aficionats al cinema esperen de la directora Claire Denis." A Metacritic, la pel·lícula té un mitja ponderada puntuació de 77 sobre 100 basada en les ressenyes de 42 crítics, que indica "crítiques generalment favorables".
David Ehrlich d’IndieWire va donar a la pel·lícula una nota A−, dient que devia més a Solaris que a Star Wars i el descriu com "un estudi pensatiu i profund de la vida humana a la vora de l'apocalipsi". Jessica Kiang de Variety la va considerar "extraordinària, difícil, hipnòtica, i repulsiva". Charles Bramesco de the Guardian va donar la pel·lícula 5 estrelles de 5, dient que Denis havia reconfigurat els "components familiars del gènere per crear un compromís sorprenentment fresc amb la qüestió del que significa ser humà." Steve MacFarlane de Slant Magazine va escriure: "La pel·lícula fa preguntes brutes sobre què hi ha realment sota milers d'anys de humans. el progrés, un antídot salvatge i inquietant contra l'idealisme altíssim de pel·lícules com Interstellar de Christopher Nolan i The Martian de Ridley Scott." Matt Zoller Seitz de RogerEbert.com la va descriure com "feta a mida per als espectadors als quals els agrada la ciència-ficció en un mode d'obra d'art críptic dels anys 70"
A França, Le Monde i Libération van descriure High Life com una "obra mestra".

### Reconeixements
| Premi                                             | Data de cerimònia      | Categoria             | Receptors         | Resultat  | Ref.   |
| ------------------------------------------------- | ---------------------- | --------------------- | ----------------- | --------- | ------ |
| Festival Internacional de Cinema de Sant Sebastià | 29 de setembre de 2018 | Millor pel·lícula     | High Life         | Nominat   | [ 33 ] |
| Festival Internacional de Cinema de Sant Sebastià | 29 de setembre de 2018 | Premi FIPRESCI        | High Life         | Guanyador | [ 34 ] |
| Film Fest Gent                                    | 19 d’octubre de 2018   | Millor pel·lícula     | High Life         | Nominat   | [ 35 ] |
| Film Fest Gent                                    | 19 d’octubre de 2018   | Premi Georges Delerue | Stuart A. Staples | Guanyador | [ 36 ] |
| Premi Louis-Delluc                                | 12 de desembre de 2018 | Millor pel·lícula     | High Life         | Nominat   | [ 37 ] |